# Кмећани
Кмећани су насељено мјесто и мјесна заједница на подручју града Бање Луке, Република Српска, БиХ. Према подацима пописа становништва 2013. године, у овом насељеном мјесту је пописано 218 лица.
Налази се на 330‒570 метара надморске висине, површине 21,21 километра квадратна, удаљено око 40 километара од градског центра. Сједиште је истоимене мјесне заједнице. Разбијеног је типа, а засеоци су: Батари, Гомјеница, Горње Лужије, Горњи Марјановићи, Гргићи, Давидовићи, Доње Лужије, Доњи Марјановићи, Драгољићи, Јелисавци, Љубојевићи, Милаковићи, Милосавићи, Средње Лужије и Шоботе. Кроз село протичу ријека Гомионица (Гомјеница) и рјечица Јовица. Доминантнија брда су: Градина, Градишки бријег, Јелик, Кик, Козјерац, Маргињ, Пашина громила и Рустина. Њихове падине обрасле су бјелогоричном шумом, а остатак атара је под ливадама, пашњацима и обрадивим површинама. Село је богато изворима и потоцима. Средњовјековна некропола са око 120 стећака у народу је позната као Дивовско гробље или Мраморје.
Село је 1879. имало 50 домаћинстава и 457 становника (363 православца и 94 католика); 1991. – 454 (441 Србин, седам Хрвата, четири Југословена и два из реда осталих); 2013. – 73 домаћинства и 205 становника.  Бројније породице су: Батар, Драгољевић, Козомора, Јелисавац, Мајсторовић, Марјановић, Милосавић – славе Јовањдан; Вујиновић ‒ Марковдан; Давидовић, Јојић, дио Лужија ‒ Никољдан; дио Лужија, Милаковић ‒ Ђурђевдан; Љубојевић ‒ Св. Стефана; Малић ‒ Св. Трифуна; Шобот ‒ Митровдан. Солунски добровољци били су: Ђурађ Давидовић, Остоја Мајсторовић, Тодор Милаковић и Јово Шобот. Током Другог свјетског рата страдало је седам цивила. У Одбрамбено-отаџбинском рату 1992–1995. погинуло је шест бораца ВРС, којима је подигнута спомен-чесма код манастира Гомионица. Становништво се углавном бави пољопривредом.
Манастир Гомионица подигнут је прије 1536. године. При њему је изграђена зграда основне школе 1882, а настава се почела одвијати 1891. године. Школа је бомбардована 1941, а обновљена 2010. године. Овај објекат, познат под називом „Кочићева школа“, служи као изложбени простор старих књига и манастирских експоната. Друга школска зграда подигнута је 1920. године. Школа у Кмећанима 2022. радила је као петогодишња, у саставу ОШ „Младен Стојановић“, Бронзани Мајдан. У атару постоје два гробља. Село је добило електричну енергију 1979, а фиксну телефонску мрежу 2004.
године. Мјештани се снабдијевају водом са локалних извора. На подручју села налази се каменолом.

## Демографија
|             | 2013.        | 1991.        | 1981.        | 1971.        |
| Укупно      | 218 (100,0%) | 458 (100,0%) | 653 (100,0%) | 779 (100,0%) |
| Срби        | 216 (99,08%) | 441 (96,29%) | 627 (96,02%) | 747 (95,89%) |
| Хрвати      | 1 (0,459%)   | 7 (1,528%)   | 16 (2,450%)  | 29 (3,723%)  |
| Непознато   | 1 (0,459%)   | –            | –            | –            |
| Југословени | –            | 5 (1,092%)   | 6 (0,919%)   | –            |
| Остали      | –            | 5 (1,092%)   | 4 (0,613%)   | 1 (0,128%)   |
| Бошњаци     | –            | –            | –            | 2 (0,257%)1  |

1. 1 На пописима од 1971. до 1991. Бошњаци су пописивани углавном као Муслимани.

| Демографија | Демографија | Демографија |
| Година      | Становника  | Становника  |
| ----------- | ----------- | ----------- |
| 1857.       | 457         |             |
| 1895.       | 449         |             |
| 1921.       | 540         |             |
| 1948.       | 852         |             |
| 1961.       | 982         |             |
| 1971.       | 779         |             |
| 1981.       | 653         |             |
| 1991.       | 454         |             |